# ممدوح البلتاجي
ممدوح البلتاجي (21 أبريل 1939 - 10 أكتوبر 2015) سياسي مصري ووزير السياحة والإعلام والشباب المصري الأسبق.

## الشهادات العلمية
- ليسانس حقوق – جامعة القاهرة 1958.
- دبلوم التشريعات المالية والضريبية – جامعة القاهرة 1963.
- دبلوم القانون العام – جامعة القاهرة 1963.
- دبلوم الدراسات العليا في المالية العامة – جامعة السوربون – فرنسا 1969.
- دبلوم الدراسات العليا في العلوم السياسية – جامعة السوربون – فرنسا 1970.
- دكتوراه التخصص في الاقتصاد – جامعة السوربون – فرنسا 1973. (موضوعها : التخطيط المصري: دراسة مقارنة).
- دكتوراه الدولة في العلوم السياسية – جامعة السوربون – فرنسا 1975. (موضوعها : الاستقلال المصري بين التنمية الاقتصادية والسياسة الخارجية).

## المسار الوظيفي
- (1958 – 1974) مساعد للنائب العام وتدرج في السلك النيابي والقضائي حتى وصل إلى درجة مستشار في محكمة استئناف القاهرة.
- (1974 – 1982) وزير مفوض إعلامي بسفارة مصر بفرنسا.
- (1982 – 1993) رئيس الهيئة العامة للاستعلامات (بدرجة وزير).
- (1993 – يوليو 2004) وزير السياحة المصري.
- (يوليو 2004 – فبراير 2005) وزير الإعلام.
- (فبراير 2005) وزير الشباب.

## الأوسمة
- حصل على وسام الاستحقاق المصري من الدرجة الأولي.
- قلد العديد من الأوسمة والأوشحة والميداليات من فرنسا، وألمانيا، وإسبانيا، واليونان، والسودان.